# Nicolás Burdisso
Nicolás Andrés Burdisso (Altos de Chipión, 12 aprile 1981) è un dirigente sportivo ed ex calciatore argentino con passaporto italiano, di ruolo difensore, attuale direttore sportivo del Monza.
È l'unico giocatore professionista ad aver disputato almeno un'edizione di cinque derby diversi, uno per ciascuna delle squadre di cui ha difeso i colori durante la sua carriera: il Superclásico (con il Boca Juniors), il derby di Milano (con l'Inter), il derby di Roma (con la Roma), il derby di Genova (con il Genoa) e il derby di Torino (con il Torino).

## Biografia
Discendente di emigranti italiani (il bisnonno era originario del Piemonte), è il fratello maggiore di Guillermo Burdisso, anch'egli calciatore professionista, difensore dell'Huracán. I due hanno giocato insieme con la maglia della Roma nella stagione 2010-2011.

## Caratteristiche tecniche
Difensore duttile, capace di adattarsi anche al ruolo di centrocampista, ai tempi del Boca Juniors era solito contribuire anche alla costruzione del gioco, senza limitarsi ai compiti di marcatura.

## Carriera

### Club

#### Boca Juniors
Inizia la sua carriera da professionista nel 1999 nella squadra argentina del Boca Juniors. Con il Boca Juniors vince due Campionati argentini (2000 e 2003), tre Coppe Libertadores (2000, 2001, 2003) e due Coppe Intercontinentali (2000 e 2003).

#### Inter
Nel 2004 si trasferisce all'Inter, ma dopo pochi mesi alla figlia Angelina viene diagnosticata una leucemia acuta. Per seguire le cure della figlia decide di tornare in Argentina insieme alla famiglia, restando lontano dalla squadra per molti mesi. La società però non gli fa mancare il suo appoggio: Burdisso racconterà di essersi incontrato in quei giorni con Massimo Moratti, dicendosi disposto a rescindere il contratto pur di stare accanto alla figlia, ma il presidente gli concesse comunque di partire senza porre condizioni, mantenendosi anzi in contatto costante con lui. Superato il momento critico, nell'autunno 2005 Burdisso torna a disposizione dell'Inter. Rientra in campo il 16 ottobre contro il Livorno, e il pubblico di San Siro saluta con un lungo applauso il suo ingresso sul terreno di gioco.
Il 6 marzo 2007, al termine della gara di Champions League contro il Valencia (conclusasi con l'eliminazione dell'Inter), si rende protagonista di una rissa con alcuni avversari, nel corso della quale un pugno di David Navarro gli procura la frattura del setto nasale. L'episodio gli costa inoltre una squalifica di 6 giornate nella competizione.
Con i nerazzurri ha vinto quattro Scudetti, due Coppe Italia e quattro Supercoppe Italiane. È stato l'ultimo giocatore dell'Inter a vestire la maglia con il numero 3, ritirato alla scomparsa di Giacinto Facchetti, il 4 settembre 2006.

#### Roma
Il 22 agosto 2009 si trasferisce in prestito annuale alla Roma. Esordisce subito contro il Genoa partendo titolare e disputando una buona partita. Segna il suo primo gol in Palermo-Roma 3-3, siglando il gol del momentaneo 1-2. Il 28 agosto 2010 viene acquistato a titolo definitivo per 8 milioni di euro.
Salta buona parte del campionato 2011-12, a causa di un infortunio occorso il 15 novembre 2011 con la Nazionale argentina. Nella stagione 2013-14, non trovando spazio con il nuovo allenatore Rudi Garcia, viene messo sul mercato e ceduto durante la sessione invernale di gennaio 2014, a 6 mesi dalla scadenza del contratto.
In totale, con la maglia della Roma, ha giocato 131 partite e segnato 6 gol.

#### Genoa
Il 23 gennaio 2014 viene ceduto a titolo definitivo al Genoa per la cifra simbolica di 1.000 euro. Il successivo 26 gennaio fa il suo esordio in maglia rossoblù nella trasferta pareggiata 3-3 contro la Fiorentina. Nella stagione successiva, dopo la cessione nel mercato invernale di Luca Antonelli al Milan, diventa il nuovo capitano del Genoa.
Il 5 marzo 2017 nella partita Empoli-Genoa festeggia le 100 presenze in maglia rossoblu, poi in seguito diventando il Genoa il club con cui ha fatto più presenze in serie A (108) . Il 28 maggio, prima dell'ultima partita di campionato, annuncia l'addio alla squadra genovese al termine della stagione.

#### Torino
Rimasto svincolato, il 31 agosto 2017 viene ingaggiato dal Torino. Debutta con la nuova squadra il successivo 5 novembre nella trasferta di Milano contro la sua ex squadra, l'Inter. Conclude la sua stagione in granata con 25 presenze e 0 reti.
Il 10 ottobre 2018, a 37 anni, tramite un messaggio postato sul proprio profilo Instagram, annuncia il ritiro dal calcio giocato.

### Nazionale

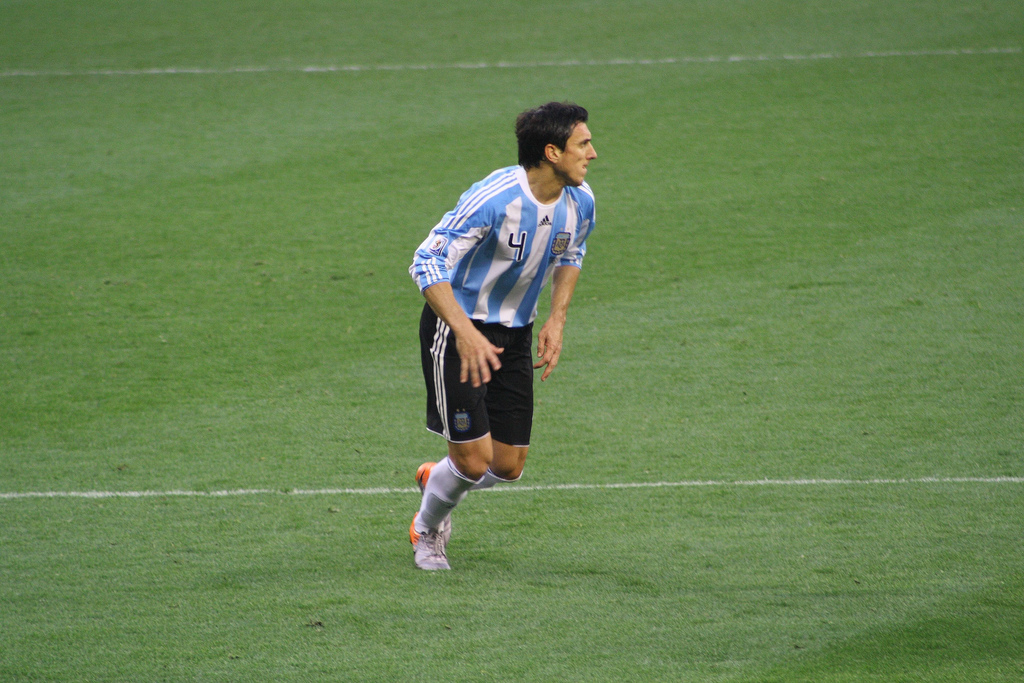
Burdisso con la maglia della nazionale

Burdisso ha fatto parte della Nazionale argentina Under-20, con cui ha disputato nel 2001 sia il Campionato Sudamericano sia, vincendoli, i Mondiali di categoria. Con la Nazionale albiceleste ha vinto la medaglia d'oro ai Giochi olimpici di Atene 2004.
Con la nazionale maggiore ha giocato da titolare il Campionato mondiale 2006 in Germania, sotto la guida del commissario tecnico José Pekerman. Regolarmente convocato dal ct Diego Armando Maradona, ha disputato anche il Campionato mondiale 2010.
Nel 2011 viene inserito dal C.T. Batista nella lista dei convocati alla Coppa America di luglio, nella quale giocherà tutte le partite.
Il 15 novembre 2011 durante il match contro la Colombia, Burdisso si procura una grave lesione capsulo-legamentosa al ginocchio sinistro in uno scontro con il colombiano James Rodríguez, che lo costringerà a rimanere fuori dal rettangolo verde per 6 mesi circa, interrompendo la sua militanza in nazionale.

### Dopo il ritiro
Il 17 dicembre 2018 viene annunciato come nuovo direttore sportivo del Boca Juniors, suo vecchio club, venendo affiancato da Aníbal Matellán, con cui ha scelto Gustavo Alfaro come allenatore. Alla fine del 2019 però Burdisso non viene confermato con la fine della gestione di Daniel Angelici e l'arrivo di Jorge Amor Ameal che ha vinto le elezioni e che ha voluto essere affiancato da Juan Román Riquelme.
Nel settembre del 2020 entra a far parte della squadra di DAZN come opinionista. In quel periodo ottiene il patentino da direttore sportivo a Coverciano.
Il 6 luglio 2021, Burdisso viene ingaggiato come nuovo direttore tecnico della Fiorentina, occupandosi dell'area scouting. Nel maggio del 2024, viene annunciato che l'ex difensore avrebbe lasciato il suo incarico per il club viola al termine della stagione.
Il 4 luglio 2025, diventa direttore sportivo del Monza.

## Statistiche

### Presenze e reti nei club
Statistiche aggiornate al 13 maggio 2018.
| Stagione            | Squadra             | Campionato          | Campionato | Campionato | Coppe nazionali | Coppe nazionali | Coppe nazionali | Coppe continentali | Coppe continentali | Coppe continentali | Altre coppe | Altre coppe | Altre coppe | Totale | Totale |
| Stagione            | Squadra             | Comp                | Pres       | Reti       | Comp            | Pres            | Reti            | Comp               | Pres               | Reti               | Comp        | Pres        | Reti        | Pres   | Reti   |
| ------------------- | ------------------- | ------------------- | ---------- | ---------- | --------------- | --------------- | --------------- | ------------------ | ------------------ | ------------------ | ----------- | ----------- | ----------- | ------ | ------ |
| 1999-2000           | Boca Juniors        | PD                  | 9          | 0          | -               | -               | -               | CL                 | 2                  | 0                  | -           | -           | -           | 11     | 0      |
| 2000-2001           | Boca Juniors        | PD                  | 17         | 2          | -               | -               | -               | CM+CL              | 3+10               | 0                  | CInt        | 1           | 0           | 31     | 2      |
| 2001-2002           | Boca Juniors        | PD                  | 26         | 1          | -               | -               | -               | CM+CL              | 4+7                | 0+1                | CInt        | 1           | 0           | 38     | 2      |
| 2002-2003           | Boca Juniors        | PD                  | 30         | 0          | -               | -               | -               | CL                 | 12                 | 0                  | -           | -           | -           | 42     | 0      |
| 2003-2004           | Boca Juniors        | PD                  | 28         | 1          | -               | -               | -               | CS+CL              | 2+11               | 0+1                | CInt        | 1           | 0           | 42     | 2      |
| Totale Boca Juniors | Totale Boca Juniors | Totale Boca Juniors | 110        | 4          |                 | -               | -               |                    | 51                 | 2                  |             | 3           | 0           | 164    | 6      |
| 2004-2005           | Inter               | A                   | 8          | 0          | CI              | 4               | 0               | UCL                | 3                  | 0                  | -           | -           | -           | 15     | 0      |
| 2005-2006           | Inter               | A                   | 16         | 0          | CI              | 6               | 0               | UCL                | 4                  | 0                  | SI          | 0           | 0           | 26     | 0      |
| 2006-2007           | Inter               | A                   | 24         | 2          | CI              | 7               | 4               | UCL                | 5                  | 0                  | SI          | 0           | 0           | 36     | 6      |
| 2007-2008           | Inter               | A                   | 24         | 1          | CI              | 6               | 0               | UCL                | 2                  | 0                  | SI          | 1           | 0           | 33     | 1      |
| 2008-2009           | Inter               | A                   | 21         | 1          | CI              | 3               | 0               | UCL                | 4                  | 0                  | SI          | 1           | 0           | 29     | 1      |
| Totale Inter        | Totale Inter        | Totale Inter        | 93         | 4          |                 | 26              | 4               |                    | 18                 | 0                  |             | 2           | 0           | 139    | 8      |
| 2009-2010           | Roma                | A                   | 33         | 2          | CI              | 5               | 0               | UEL                | 6                  | 0                  | -           | -           | -           | 44     | 2      |
| 2010-2011           | Roma                | A                   | 28         | 2          | CI              | 4               | 0               | UCL                | 8                  | 0                  | -           | -           | -           | 40     | 2      |
| 2011-2012           | Roma                | A                   | 10         | 1          | CI              | 0               | 0               | UEL                | 2                  | 0                  | -           | -           | -           | 12     | 1      |
| 2012-2013           | Roma                | A                   | 25         | 1          | CI              | 4               | 0               | -                  | -                  | -                  | -           | -           | -           | 29     | 1      |
| 2013-gen. 2014      | Roma                | A                   | 5          | 0          | CI              | 1               | 0               | -                  | -                  | -                  | -           | -           | -           | 6      | 0      |
| Totale Roma         | Totale Roma         | Totale Roma         | 101        | 6          |                 | 14              | 0               |                    | 16                 | 0                  |             | -           | -           | 131    | 6      |
| gen.-giu. 2014      | Genoa               | A                   | 15         | 0          | CI              | -               | -               | -                  | -                  | -                  | -           | -           | -           | 15     | 0      |
| 2014-2015           | Genoa               | A                   | 30         | 0          | CI              | 1               | 0               | -                  | -                  | -                  | -           | -           | -           | 31     | 0      |
| 2015-2016           | Genoa               | A                   | 28         | 0          | CI              | 1               | 0               | -                  | -                  | -                  | -           | -           | -           | 29     | 0      |
| 2016-2017           | Genoa               | A                   | 35         | 0          | CI              | 3               | 0               | -                  | -                  | -                  | -           | -           | -           | 38     | 0      |
| Totale Genoa        | Totale Genoa        | Totale Genoa        | 108        | 0          |                 | 5               | 0               |                    | -                  | -                  |             | -           | -           | 113    | 0      |
| 2017-2018           | Torino              | A                   | 24         | 0          | CI              | 1               | 0               | -                  | -                  | -                  | -           | -           | -           | 25     | 0      |
| Totale carriera     | Totale carriera     | Totale carriera     | 436        | 14         |                 | 46              | 4               |                    | 85                 | 2                  |             | 5           | 0           | 572    | 20     |

### Cronologia presenze e reti in nazionale
| Cronologia completa delle presenze e delle reti in nazionale ― Argentina | Cronologia completa delle presenze e delle reti in nazionale ― Argentina | Cronologia completa delle presenze e delle reti in nazionale ― Argentina | Cronologia completa delle presenze e delle reti in nazionale ― Argentina | Cronologia completa delle presenze e delle reti in nazionale ― Argentina | Cronologia completa delle presenze e delle reti in nazionale ― Argentina | Cronologia completa delle presenze e delle reti in nazionale ― Argentina | Cronologia completa delle presenze e delle reti in nazionale ― Argentina |
| Data                                                                     | Città                                                                    | In casa                                                                  | Risultato                                                                | Ospiti                                                                   | Competizione                                                             | Reti                                                                     | Note                                                                     |
| ------------------------------------------------------------------------ | ------------------------------------------------------------------------ | ------------------------------------------------------------------------ | ------------------------------------------------------------------------ | ------------------------------------------------------------------------ | ------------------------------------------------------------------------ | ------------------------------------------------------------------------ | ------------------------------------------------------------------------ |
| 31-1-2003                                                                | San Pedro Sula                                                           | Honduras                                                                 | 1 – 3                                                                    | Argentina                                                                | Amichevole                                                               | -                                                                        | 37’                                                                      |
| 4-2-2003                                                                 | Los Angeles                                                              | Argentina                                                                | 1 – 0                                                                    | Messico                                                                  | Amichevole                                                               | -                                                                        |                                                                          |
| 8-2-2003                                                                 | Miami                                                                    | Stati Uniti                                                              | 0 – 1                                                                    | Argentina                                                                | Amichevole                                                               | -                                                                        |                                                                          |
| 30-3-2004                                                                | Buenos Aires                                                             | Argentina                                                                | 1 – 0                                                                    | Ecuador                                                                  | Qual. Mondiali 2006                                                      | -                                                                        | 66’                                                                      |
| 9-2-2005                                                                 | Düsseldorf                                                               | Germania                                                                 | 2 – 2                                                                    | Argentina                                                                | Amichevole                                                               | -                                                                        |                                                                          |
| 26-3-2005                                                                | La Paz                                                                   | Bolivia                                                                  | 1 – 2                                                                    | Argentina                                                                | Qual. Mondiali 2006                                                      | -                                                                        |                                                                          |
| 1-3-2006                                                                 | Basilea                                                                  | Argentina                                                                | 2 – 3                                                                    | Croazia                                                                  | Amichevole                                                               | -                                                                        | 34’                                                                      |
| 30-5-2006                                                                | Salerno                                                                  | Argentina                                                                | 2 – 0                                                                    | Angola                                                                   | Amichevole                                                               | -                                                                        | 82’                                                                      |
| 10-6-2006                                                                | Amburgo                                                                  | Argentina                                                                | 2 – 1                                                                    | Costa d'Avorio                                                           | Mondiali 2006 - 1º turno                                                 | -                                                                        |                                                                          |
| 16-6-2006                                                                | Gelsenkirchen                                                            | Argentina                                                                | 6 – 0                                                                    | Serbia e Montenegro                                                      | Mondiali 2006 - 1º turno                                                 | -                                                                        |                                                                          |
| 21-6-2006                                                                | Francoforte                                                              | Paesi Bassi                                                              | 0 – 0                                                                    | Argentina                                                                | Mondiali 2006 - 1º turno                                                 | -                                                                        | 24’                                                                      |
| 7-2-2007                                                                 | Saint-Denis                                                              | Francia                                                                  | 0 – 1                                                                    | Argentina                                                                | Amichevole                                                               | -                                                                        |                                                                          |
| 5-6-2007                                                                 | Barcellona                                                               | Argentina                                                                | 4 – 3                                                                    | Algeria                                                                  | Amichevole                                                               | -                                                                        | 46’                                                                      |
| 5-7-2007                                                                 | Barquisimeto                                                             | Argentina                                                                | 1 – 0                                                                    | Paraguay                                                                 | Coppa America 2007 - 1º turno                                            | -                                                                        |                                                                          |
| 22-8-2007                                                                | Oslo                                                                     | Norvegia                                                                 | 2 – 1                                                                    | Argentina                                                                | Amichevole                                                               | -                                                                        |                                                                          |
| 11-9-2007                                                                | Melbourne                                                                | Australia                                                                | 0 – 1                                                                    | Argentina                                                                | Amichevole                                                               | -                                                                        |                                                                          |
| 16-10-2007                                                               | Maracaibo                                                                | Venezuela                                                                | 0 – 2                                                                    | Argentina                                                                | Qual. Mondiali 2010                                                      | -                                                                        | 73’                                                                      |
| 26-3-2008                                                                | Il Cairo                                                                 | Egitto                                                                   | 0 – 2                                                                    | Argentina                                                                | Amichevole                                                               | 1                                                                        |                                                                          |
| 4-6-2008                                                                 | San Diego                                                                | Argentina                                                                | 4 – 1                                                                    | Messico                                                                  | Amichevole                                                               | 1                                                                        |                                                                          |
| 8-6-2008                                                                 | East Rutherford                                                          | Stati Uniti                                                              | 0 – 0                                                                    | Argentina                                                                | Amichevole                                                               | -                                                                        | 18’ 46’                                                                  |
| 15-6-2008                                                                | Buenos Aires                                                             | Argentina                                                                | 1 – 1                                                                    | Ecuador                                                                  | Qual. Mondiali 2010                                                      | -                                                                        |                                                                          |
| 18-6-2008                                                                | Belo Horizonte                                                           | Brasile                                                                  | 0 – 0                                                                    | Argentina                                                                | Qual. Mondiali 2010                                                      | -                                                                        |                                                                          |
| 20-8-2008                                                                | Minsk                                                                    | Bielorussia                                                              | 0 – 0                                                                    | Argentina                                                                | Amichevole                                                               | -                                                                        |                                                                          |
| 11-10-2008                                                               | Buenos Aires                                                             | Argentina                                                                | 2 – 1                                                                    | Uruguay                                                                  | Qual. Mondiali 2010                                                      | -                                                                        |                                                                          |
| 15-10-2008                                                               | Santiago del Cile                                                        | Cile                                                                     | 1 – 0                                                                    | Argentina                                                                | Qual. Mondiali 2010                                                      | -                                                                        | 20’                                                                      |
| 6-6-2009                                                                 | Buenos Aires                                                             | Argentina                                                                | 1 – 0                                                                    | Colombia                                                                 | Qual. Mondiali 2010                                                      | -                                                                        | 84’                                                                      |
| 12-8-2009                                                                | Mosca                                                                    | Russia                                                                   | 2 – 3                                                                    | Argentina                                                                | Amichevole                                                               | -                                                                        |                                                                          |
| 3-3-2010                                                                 | Berlino                                                                  | Germania                                                                 | 0 – 1                                                                    | Argentina                                                                | Amichevole                                                               | -                                                                        | 57’                                                                      |
| 24-5-2010                                                                | Buenos Aires                                                             | Argentina                                                                | 5 – 0                                                                    | Canada                                                                   | Amichevole                                                               | -                                                                        |                                                                          |
| 12-6-2010                                                                | Città del Capo                                                           | Argentina                                                                | 1 – 0                                                                    | Nigeria                                                                  | Mondiali 2010 - 1º turno                                                 | -                                                                        | 86’                                                                      |
| 17-6-2010                                                                | Johannesburg                                                             | Argentina                                                                | 4 – 1                                                                    | Corea del Sud                                                            | Mondiali 2010 - 1º turno                                                 | -                                                                        | 23’                                                                      |
| 22-6-2010                                                                | Polokwane                                                                | Grecia                                                                   | 0 – 2                                                                    | Argentina                                                                | Mondiali 2010 - 1º turno                                                 | -                                                                        |                                                                          |
| 27-6-2010                                                                | Johannesburg                                                             | Argentina                                                                | 3 – 1                                                                    | Messico                                                                  | Mondiali 2010 - Ottavi di finale                                         | -                                                                        |                                                                          |
| 3-7-2010                                                                 | Città del Capo                                                           | Germania                                                                 | 4 – 0                                                                    | Argentina                                                                | Mondiali 2010 - Quarti di finale                                         | -                                                                        |                                                                          |
| 11-8-2010                                                                | Dublino                                                                  | Irlanda                                                                  | 0 – 1                                                                    | Argentina                                                                | Amichevole                                                               | -                                                                        | 46’                                                                      |
| 8-10-2010                                                                | Tokyo                                                                    | Giappone                                                                 | 1 – 0                                                                    | Argentina                                                                | Amichevole                                                               | -                                                                        | 78’                                                                      |
| 17-11-2010                                                               | Buenos Aires                                                             | Argentina                                                                | 1 – 0                                                                    | Brasile                                                                  | Amichevole                                                               | -                                                                        |                                                                          |
| 9-2-2011                                                                 | Ginevra                                                                  | Argentina                                                                | 2 – 1                                                                    | Portogallo                                                               | Amichevole                                                               | -                                                                        |                                                                          |
| 26-3-2011                                                                | East Rutherford                                                          | Stati Uniti                                                              | 1 – 1                                                                    | Argentina                                                                | Amichevole                                                               | -                                                                        |                                                                          |
| 20-6-2011                                                                | Buenos Aires                                                             | Argentina                                                                | 4 – 0                                                                    | Albania                                                                  | Amichevole                                                               | -                                                                        |                                                                          |
| 1-7-2011                                                                 | La Plata                                                                 | Argentina                                                                | 1 – 1                                                                    | Bolivia                                                                  | Coppa America 2011 - 1º turno                                            | -                                                                        |                                                                          |
| 6-7-2011                                                                 | Santa Fe                                                                 | Argentina                                                                | 0 – 0                                                                    | Colombia                                                                 | Coppa America 2011 - 1º turno                                            | -                                                                        |                                                                          |
| 11-7-2011                                                                | Córdoba                                                                  | Argentina                                                                | 3 – 0                                                                    | Costa Rica                                                               | Coppa America 2011 - 1º turno                                            | -                                                                        |                                                                          |
| 16-7-2011                                                                | Santa Fe                                                                 | Argentina                                                                | 1 – 1 dts (4 – 5 dtr)                                                    | Uruguay                                                                  | Coppa America 2011 - Quarti di finale                                    | -                                                                        | 73’                                                                      |
| 6-9-2011                                                                 | Dacca                                                                    | Argentina                                                                | 3 – 1                                                                    | Nigeria                                                                  | Amichevole                                                               | -                                                                        |                                                                          |
| 7-10-2011                                                                | Buenos Aires                                                             | Argentina                                                                | 4 – 1                                                                    | Cile                                                                     | Qual. Mondiali 2014                                                      | -                                                                        |                                                                          |
| 11-10-2011                                                               | Puerto La Cruz                                                           | Venezuela                                                                | 1 – 0                                                                    | Argentina                                                                | Qual. Mondiali 2014                                                      | -                                                                        |                                                                          |
| 11-11-2011                                                               | Buenos Aires                                                             | Argentina                                                                | 1 – 1                                                                    | Bolivia                                                                  | Qual. Mondiali 2014                                                      | -                                                                        |                                                                          |
| 15-11-2011                                                               | Barranquilla                                                             | Colombia                                                                 | 1 – 2                                                                    | Argentina                                                                | Qual. Mondiali 2014                                                      | -                                                                        | 35’ 37’                                                                  |
| Totale                                                                   |                                                                          | Presenze                                                                 | 49                                                                       |                                                                          | Reti                                                                     | 2                                                                        |                                                                          |

| Cronologia completa delle presenze e delle reti in nazionale ― Argentina Olimpica | Cronologia completa delle presenze e delle reti in nazionale ― Argentina Olimpica | Cronologia completa delle presenze e delle reti in nazionale ― Argentina Olimpica | Cronologia completa delle presenze e delle reti in nazionale ― Argentina Olimpica | Cronologia completa delle presenze e delle reti in nazionale ― Argentina Olimpica | Cronologia completa delle presenze e delle reti in nazionale ― Argentina Olimpica | Cronologia completa delle presenze e delle reti in nazionale ― Argentina Olimpica | Cronologia completa delle presenze e delle reti in nazionale ― Argentina Olimpica |
| Data                                                                              | Città                                                                             | In casa                                                                           | Risultato                                                                         | Ospiti                                                                            | Competizione                                                                      | Reti                                                                              | Note                                                                              |
| --------------------------------------------------------------------------------- | --------------------------------------------------------------------------------- | --------------------------------------------------------------------------------- | --------------------------------------------------------------------------------- | --------------------------------------------------------------------------------- | --------------------------------------------------------------------------------- | --------------------------------------------------------------------------------- | --------------------------------------------------------------------------------- |
| 14-8-2004                                                                         | Patrasso                                                                          | Argentina                                                                         | 2 – 0                                                                             | Tunisia                                                                           | Olimpiadi 2004 - 1º turno                                                         | -                                                                                 | 86’                                                                               |
| 17-8-2004                                                                         | Il Pireo                                                                          | Argentina                                                                         | 1 – 0                                                                             | Australia                                                                         | Olimpiadi 2004 - 1º turno                                                         | -                                                                                 | 30’                                                                               |
| 21-8-2004                                                                         | Patrasso                                                                          | Argentina                                                                         | 4 – 0                                                                             | Costa Rica                                                                        | Olimpiadi 2004 - Quarti di finale                                                 | -                                                                                 | 51’                                                                               |
| Totale                                                                            |                                                                                   | Presenze                                                                          | 3                                                                                 |                                                                                   | Reti                                                                              | 0                                                                                 |                                                                                   |

| Cronologia completa delle presenze e delle reti in nazionale ― Argentina under 20 | Cronologia completa delle presenze e delle reti in nazionale ― Argentina under 20 | Cronologia completa delle presenze e delle reti in nazionale ― Argentina under 20 | Cronologia completa delle presenze e delle reti in nazionale ― Argentina under 20 | Cronologia completa delle presenze e delle reti in nazionale ― Argentina under 20 | Cronologia completa delle presenze e delle reti in nazionale ― Argentina under 20 | Cronologia completa delle presenze e delle reti in nazionale ― Argentina under 20 | Cronologia completa delle presenze e delle reti in nazionale ― Argentina under 20 |
| Data                                                                              | Città                                                                             | In casa                                                                           | Risultato                                                                         | Ospiti                                                                            | Competizione                                                                      | Reti                                                                              | Note                                                                              |
| --------------------------------------------------------------------------------- | --------------------------------------------------------------------------------- | --------------------------------------------------------------------------------- | --------------------------------------------------------------------------------- | --------------------------------------------------------------------------------- | --------------------------------------------------------------------------------- | --------------------------------------------------------------------------------- | --------------------------------------------------------------------------------- |
| 14-1-2001                                                                         | Cuenca                                                                            | Bolivia under 20                                                                  | 0 – 2                                                                             | Argentina under 20                                                                | Sudamericano Under-20 2001 - 1º turno                                             | -                                                                                 |                                                                                   |
| 16-1-2001                                                                         | Cuenca                                                                            | Argentina under 20                                                                | 4 – 1                                                                             | Colombia under 20                                                                 | Sudamericano Under-20 2001 - 1º turno                                             | -                                                                                 |                                                                                   |
| 18-1-2001                                                                         | Cuenca                                                                            | Argentina under 20                                                                | 1 – 0                                                                             | Cile under 20                                                                     | Sudamericano Under-20 2001 - 1º turno                                             | -                                                                                 |                                                                                   |
| 22-1-2001                                                                         | Cuenca                                                                            | Argentina under 20                                                                | 1 – 1                                                                             | Uruguay under 20                                                                  | Sudamericano Under-20 2001 - 1º turno                                             | -                                                                                 |                                                                                   |
| 24-1-2001                                                                         | Machala                                                                           | Ecuador under 20                                                                  | 0 – 1                                                                             | Argentina under 20                                                                | Sudamericano Under-20 2001 - Fase finale                                          | 1                                                                                 |                                                                                   |
| 26-1-2001                                                                         | Guayaquil                                                                         | Argentina under 20                                                                | 2 – 2                                                                             | Cile under 20                                                                     | Sudamericano Under-20 2001 - Fase finale                                          | -                                                                                 |                                                                                   |
| 28-1-2001                                                                         | Portoviejo                                                                        | Brasile under 20                                                                  | 1 – 0                                                                             | Argentina under 20                                                                | Sudamericano Under-20 2001 - Fase finale                                          | -                                                                                 |                                                                                   |
| 31-1-2001                                                                         | Guayaquil                                                                         | Argentina under 20                                                                | 1 – 0                                                                             | Colombia under 20                                                                 | Sudamericano Under-20 2001 - Fase finale                                          | -                                                                                 |                                                                                   |
| 4-2-2001                                                                          | Guayaquil                                                                         | Paraguay under 20                                                                 | 1 – 1                                                                             | Argentina under 20                                                                | Sudamericano Under-20 2001 - Fase finale                                          | -                                                                                 |                                                                                   |
| 27-6-2001                                                                         | Buenos Aires                                                                      | Argentina under 20                                                                | 2 – 1                                                                             | Cina under 20                                                                     | Mondiali Under-20 2001 - Ottavi di finale                                         | -                                                                                 |                                                                                   |
| 1-7-2001                                                                          | Buenos Aires                                                                      | Argentina under 20                                                                | 3 – 1                                                                             | Francia under 20                                                                  | Mondiali Under-20 2001 - Quarti di finale                                         | -                                                                                 |                                                                                   |
| 4-7-2001                                                                          | Buenos Aires                                                                      | Argentina under 20                                                                | 5 – 0                                                                             | Paraguay under 20                                                                 | Mondiali Under-20 2001 - Semifinale                                               | -                                                                                 |                                                                                   |
| 8-7-2001                                                                          | Buenos Aires                                                                      | Argentina under 20                                                                | 3 – 0                                                                             | Ghana under 20                                                                    | Mondiali Under-20 2001 - Finale                                                   | -                                                                                 |                                                                                   |
| Totale                                                                            |                                                                                   | Presenze                                                                          | 13                                                                                |                                                                                   | Reti                                                                              | 1                                                                                 |                                                                                   |

## Palmarès

### Club

#### Competizioni nazionali
- Campionato argentino: 2

Boca Juniors: Apertura 2000, Apertura 2003
- Coppa Italia: 2

Inter: 2004-2005, 2005-2006
- Supercoppa italiana: 3

Inter: 2005, 2006, 2008
- Campionato italiano: 4

Inter: 2005-2006, 2006-2007, 2007-2008, 2008-2009

#### Competizioni internazionali
- Coppa Libertadores: 3

Boca Juniors: 2000, 2001, 2003
- Coppa Intercontinentale: 2

Boca Juniors: 2000, 2003

### Nazionale
- Campionato mondiale Under-20: 1

Argentina 2001
- Oro olimpico: 1

Atene 2004

### Individuale
- Capocannoniere della Coppa Italia: 1

2006-2007 (4 gol)